# Bombay (Nowy Jork)
Bombay – miasto w Stanach Zjednoczonych, w stanie Nowy Jork, w hrabstwie Franklin.